# Assassinats a Pont-Aven
Assassinats a Pont-Aven (títol original en francès, Meurtres à Pont-Aven) és un telefilm franco-belga de 2022 dirigida per Stéphane Kappes. Forma part de la col·lecció Assassinats a .... S'ha doblat al català per TV3, que va estrenar-lo el 6 de juliol de 2025.
Estrenada al canal való La Une el 11 de desembre de 2022, es va exhibir al Festival TV de Luishon del 2023. Es va emetre per France 3 el 22 de juny de 2023.